# Al Thompson
Al Thompson (21 de setembro de 1884 — 1 de março de 1960) foi um ator norte-americano da era do cinema mudo. Ele apareceu em 176 filmes entre 1916 e 1958.

## Filmografia selecionada
- Dull Care (1919)
- The Stage Hand (1920)
- The Bakery (1921)
- All Gummed Up (1947)
- Fiddlers Three (1948)
- Gypped in the Penthouse (1955)
- Blunder Boys (1955)
- Scheming Schemers (1956)